# António Raposo Tavares

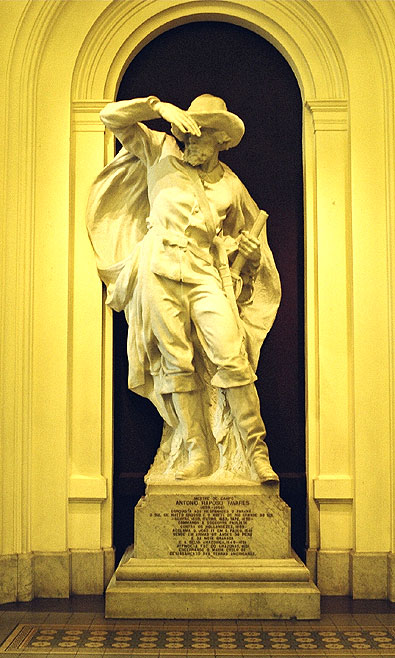
António Raposo Tavares – Statue vorm Museu Paulista

António Raposo Tavares (* 1598 in São Miguel de Beja, Portugal; † 1658 in São Paulo) war ein brasilianischer Bandeirante aus São Paulo.

## Leben und Wirken
Antônio Raposo Tavares kam 1622 mit seinem Vater, der zum Verwalter von São Vicente ernannt worden war, nach Brasilien, und vermählte sich mit Beatriz Furtado de Mendonça. Er erwarb daraufhin eine Fazenda, auf der er die anlässlich seiner Expeditionen ins Hinterland, vornehmlich in die heutigen Bundesstaaten Paraná, Santa Catarina und Mato Grosso, gefangenen Indios zur Zwangsarbeit einsetzte. Auf diesen Expeditionen zerstörte er viele spanische Jesuitenreduktionen.
Zum ersten Mal erwähnt wurde Raposo Tavares 1628, als er eine gewaltige Bandeira zusammenstellte, bestehend aus 69 Weißen, 900 Mulatten und über 2000 Indios. Diese Bandeira, der viele prominente Paulistas angehörten, war in vier Kompanien aufgeteilt, die von Raposo Tavares, Pedro Vaz der Barros, Bras Leme und Andre Fernandes geführt wurden. Die genaue Route, die diese Bandeira nahm, ist unbekannt. Möglicherweise vereinigte sie sich mit einer anderen Bandeira unter Mateus Luis Grou in der Gegend des Río Paraná. Ziel der Bandeira war die Vertreibung der Jesuiten aus den Guaira-Missionen im Südwesten; auf dem Weg dorthin überquerte sie am 8. September 1628 den Rio Tibagi.
Beim Überfall auf die jesuitische Mission von San Antonio am Ufer des Rio Ivai nahm die Bandeira 4000 Indios gefangen und brannte sämtliche Gebäude nieder. Eine weitere Gruppe nahm die Mission von San Miguel, ebenfalls am Rio Ivai, ein. Daraufhin zog die Bandeira, begleitet von den zwei Jesuiten Justa Mancilla und Simon Maceta, in 42 Tagen zurück nach São Paulo, wo sie im März 1629 ankam.
António Raposo Tavares verfügte somit bereits über große Erfahrung in der Erschließung des Hinterlandes, als er sich auf die riskanteste Expedition seines Lebens einließ. Es ist überliefert, dass er diese Expedition in Portugal zusammen mit höchsten Stellen des Königreiches geplant haben soll. Erklärtes Ziel war, das unter portugiesischer Kontrolle stehende Gebiet im Inneren Südamerikas durch Erschließung neuer Territorien zu erweitern und womöglich Edelmetallvorkommen zu entdecken.
Raposo Tavares stellte eine Bandeira auf, die aus zwei sogenannten „Colunas“ bestand, deren erste aus 120 Paulistas und 1200 Indios bestand und durch ihn selbst kommandiert wurde, während die etwas kleinere zweite Coluna von Antônio Pereira de Azevedo geführt wurde. Getrennt folgten beide Colunas dem Rio Tietê bis zum Río Paraná, von wo sie Aquidauana erreichten. Im Dezember 1648 vereinigten sie sich am Ufer des Río Paraguay und besetzten die Jesuitenreduktion Santa Bárbara.
Nach ihrer Vereinigung stieß die Bandeira ab April 1649 weiter vor, drang über den Rio Guapaí in Richtung der Andenkette vor und verblieb bis 1650 mitten im spanischen Südamerika in der Region zwischen den heutigen bolivianischen Städten Potosí und Santa Cruz de la Sierra, wo sie die Gegend so weiträumig wie möglich erkundete. Von Juli 1650 bis Februar 1651 – zu diesem Zeitpunkt bereits weniger als halb so groß wie zu Beginn – machte sie sich auf die längste und letzte Etappe der Expedition. Sie folgte dem Rio Guapaí bis zum Rio Madeira und erreichte den Amazonas, dem sie bis zur Festung Gurupá in der Nähe von Belém folgte. Die Überlebenden der Expedition erreichten die Festung völlig entkräftet, die meisten waren krank. Raposo Tavares war offenbar so stark entstellt, dass seine eigene Familie ihn nicht mehr erkannte, als er nach São Paulo zurückkehrte.
Dank dieser gewaltigen Expedition erlangten die Portugiesen detaillierte Kenntnis über weite Gebiete zwischen dem Wendekreis des Steinbocks und dem Äquator.